# Đakovići (Republika Serbska)
Đakovići (cyr. Ђаковићи) – wieś w Bośni i Hercegowinie, w Republice Serbskiej, w gminie Čajniče. W 2013 roku liczyła 64 mieszkańców.